# Tiémoué Bakayoko
Tiémoué Bakayoko (Parigi, 17 agosto 1994) è un calciatore francese, centrocampista svincolato.

## Caratteristiche tecniche
Ricopre il ruolo di mediano, ma può anche giocare come centrocampista centrale. Il suo allenatore al Monaco Leonardo Jardim lo ha descritto come capace di recuperare molti palloni e dare equilibrio alla squadra. Per Didier Deschamps, che lo ha diretto con la Nazionale francese, è un centrocampista completo, atletico, che oltre a difendere sa inserirsi e segnare. Secondo Gennaro Gattuso interpreta il ruolo di vertice basso in maniera atipica in quanto talvolta preferisce puntare l'avversario e saltarlo anziché effettuare il lancio, creando così superiorità numerica.

## Carriera

### Club

#### Gli inizi, Rennes
Tiémoué Bakayoko nasce a Parigi nel 1994 da genitori ivoriani. Nell'ottobre del 2000 è entrato nel suo primo club: l'Olympique de Paris XVe, il club locale, con il quale è rimasto per quattro anni. All'età di 10 anni viene ingaggiato dal CA Paris, club dei dintorni di Parigi.
Nel 2006 viene ingaggiato dal Montrouge Football Club, club di Montrouge, paesino in provincia di Hauts-de-Seine.
Durante questo periodo Bakayoko partecipa a dei test per entrare nell'accademia nazionale, senza successo. Malgrado tutto è seguito da molti club, come il Rennes, che nell'estate del 2008 lo ingaggia. In questo periodo, secondo i suoi istruttori, il giovane mediano ha riconosciuto il suo potenziale, allenandosi così sul fisico e sulla tecnica. In poco tempo ha convinto tutti, diventando un elemento essenziale della squadra giovanile.

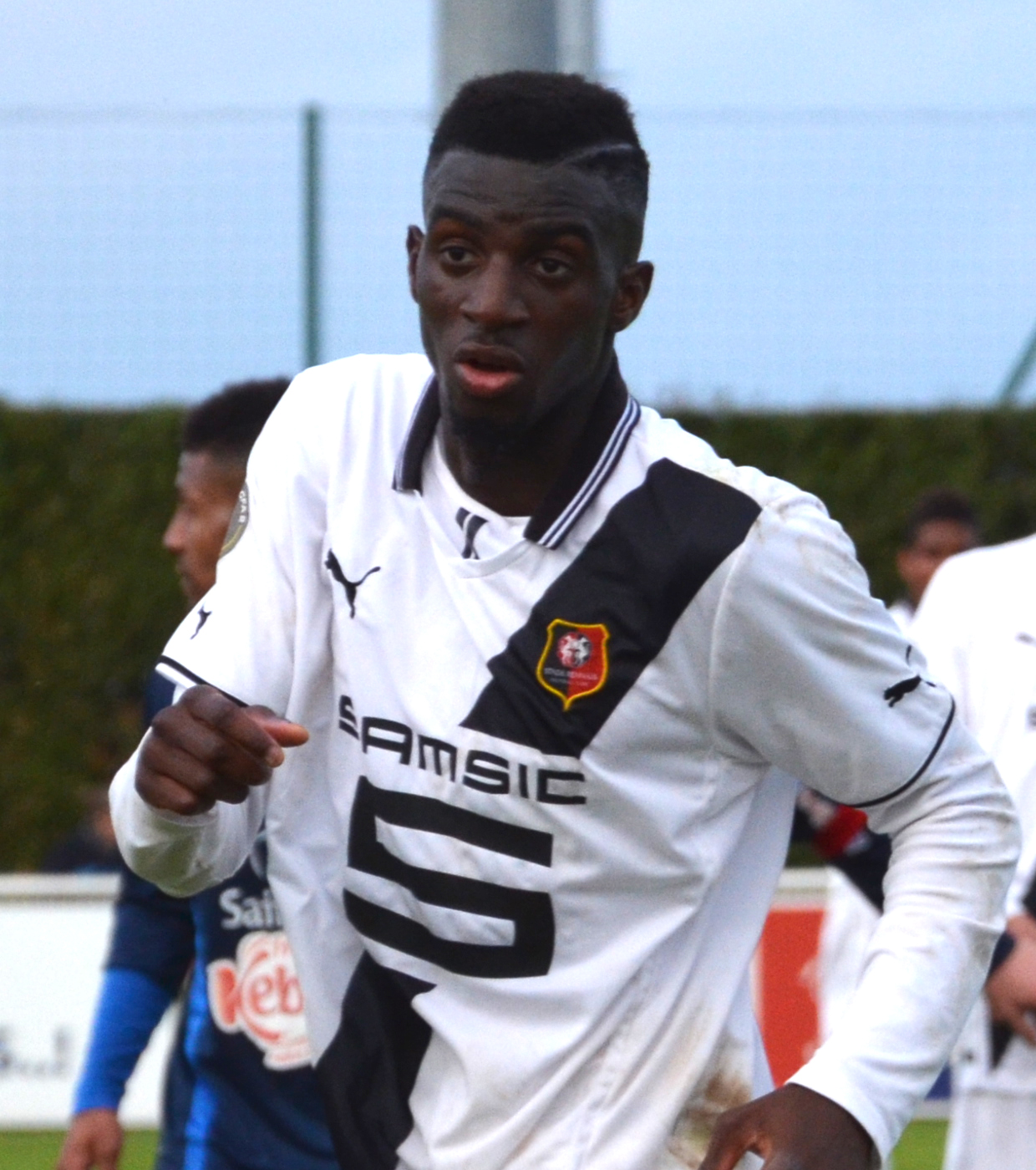
Tiémoué Bakayoko durante la partita di CFA 2 tra Saint-Lô e Rennes 2 del 5 aprile 2014

Dopo cinque anni nelle giovanili del Rennes, Bakayoko inizia il suo cammino da calciatore professionista. Nella stagione precedente ha giocato con la squadra riserve del Rennes, nella CFA 2, disputando solo quindici incontri, a seguito di una lesione al menisco risolta da un'operazione chirurgica.
Nell'estate del 2013, Philippe Montanier subentra a Frédéric Antonetti come allenatore del club e decide di dare delle chance ai giovani calciatori del club, tra cui Bakayoko. Il 24 agosto 2013 debutta in Ligue 1 al Parc des Sports di Annecy contro l'Evian TG (vinta 2-1), giocando da titolare. Si fa notare sin da subito, con molte apparizioni. Il 26 ottobre 2013 ha messo a segno il suo primo gol nella sua carriera contro il Tolosa, contribuendo alla larga vittoria del suo club allo Stadium Municipal per 5-0. Dopo poco meno di un mese dall'esordio, il 23 novembre 2013, sigla il suo primo contratto da professionista che lo lega per 3 anni al Rennes. Complessivamente, Bakayoko in questa stagione ha preso parte a 28 partite, di cui 21 da titolare. Convocato nella rosa che prende parte alla finale di Coupe de France persa 2-0 contro il Guingamp, è rimasto in panchina per tutti i 90 minuti.

#### Monaco

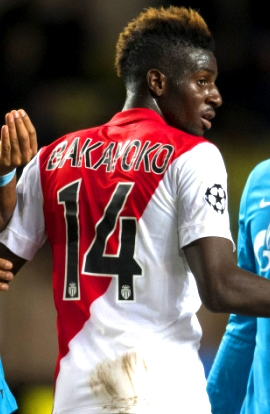
Tiémoué Bakayoko con la maglia del Monaco nel 2014

Il 28 luglio 2014 il Monaco ufficializza l'acquisto di Bakayoko in cambio di 8 milioni di euro con un contratto quinquennale. A inizio stagione non è impiegato frequentemente (su 8 partite giocate, è titolare in una sola occasione).
L'esordio con i monegaschi è avvenuto nella prima giornata di campionato contro il FC Lorient (persa 1-2), nella quale è stato sostituito al 32º minuto. Ritorna a giocare in campionato il 5 ottobre 2014 contro il PSG, finita 1-1. Il 1 ottobre 2014, nella partita di fase a gironi di Champions League contro lo Zenit San Pietroburgo, Bakayoko subentra al 89' a João Moutinho, debuttando cosi in una competizione europea. Il 26 novembre 2014, 5ª giornata di Champions League contro il Bayer Leverkusen al BayArena (vinta 1-0), ha giocato la sua prima partita da titolare in una competizione europea. Nel corso delle stagioni successive diventa sempre più centrale nel progetto tecnico dei monegaschi, fino a diventare uno degli artefici principali della vittoria del campionato francese nella stagione 2016-2017.

#### Chelsea
Il 16 luglio 2017 viene acquistato dal Chelsea per 40 milioni di euro secondo indiscrezioni di stampa. Debutta con la squadra londinese il 20 agosto 2017 in occasione della vittoriosa trasferta in casa del Tottenham, terminata 2-1 per i Blues. Il prosieguo del campionato lo vede protagonista di prestazioni deludenti che, al termine della stagione, lo rendono oggetto di aspre critiche da parte degli addetti ai lavori. In stagione ha segnato 3 goal, uno in Champions League contro il Qarabag (6-0 la vittoria finale) e 2 in Premier contro Crystal Palace (sconfitta 2-1) e Huddersfield Town (vittoria 3-1).

#### Milan, Monaco e Napoli
Il 14 agosto 2018 si trasferisce al Milan in prestito oneroso di 5 milioni con diritto di riscatto fissato a 35 milioni per i rossoneri. Esordisce con la maglia rossonera durante la partita Napoli-Milan subentrando a Lucas Biglia nel corso del secondo tempo. Dopo un inizio complicato, trova sempre più spazio nella formazione titolare dei rossoneri, siglando il suo primo gol in Serie A nel derby contro l'Inter del 17 marzo 2019, terminato 3-2 per i nerazzurri. Nonostante il rendimento in crescendo, Bakayoko non viene riscattato dal Milan per ragioni economiche e disciplinari facendo quindi ritorno al Chelsea.
Il 31 agosto 2019 fa ritorno al Monaco, trasferendosi in prestito oneroso di 3 milioni con diritto di riscatto. Il 24 giugno 2020 la società biancorossa comunica il mancato acquisto del giocatore, che rientra così ai Blues.
Il 5 ottobre 2020 passa in prestito oneroso di 2 milioni al Napoli, ritrovando Gennaro Gattuso, suo allenatore ai tempi dell'esperienza al Milan. Esordisce il 17 ottobre nella quarta giornata di campionato contro l'Atalanta scendendo in campo da titolare. Il 10 gennaio 2021, nella trasferta contro l'Udinese, finita 1-2 per il Napoli, segna il gol vittoria, il primo con la maglia azzurra. Inizialmente titolare, perde successivamente il posto in favore di Diego Demme. Va a segno anche nel successo per 0-2 contro il Torino del 26 aprile 2021. A fine stagione, il Napoli non lo riscatta e Bakayoko torna nuovamente al Chelsea.

#### Ritorno al Milan e rescissione

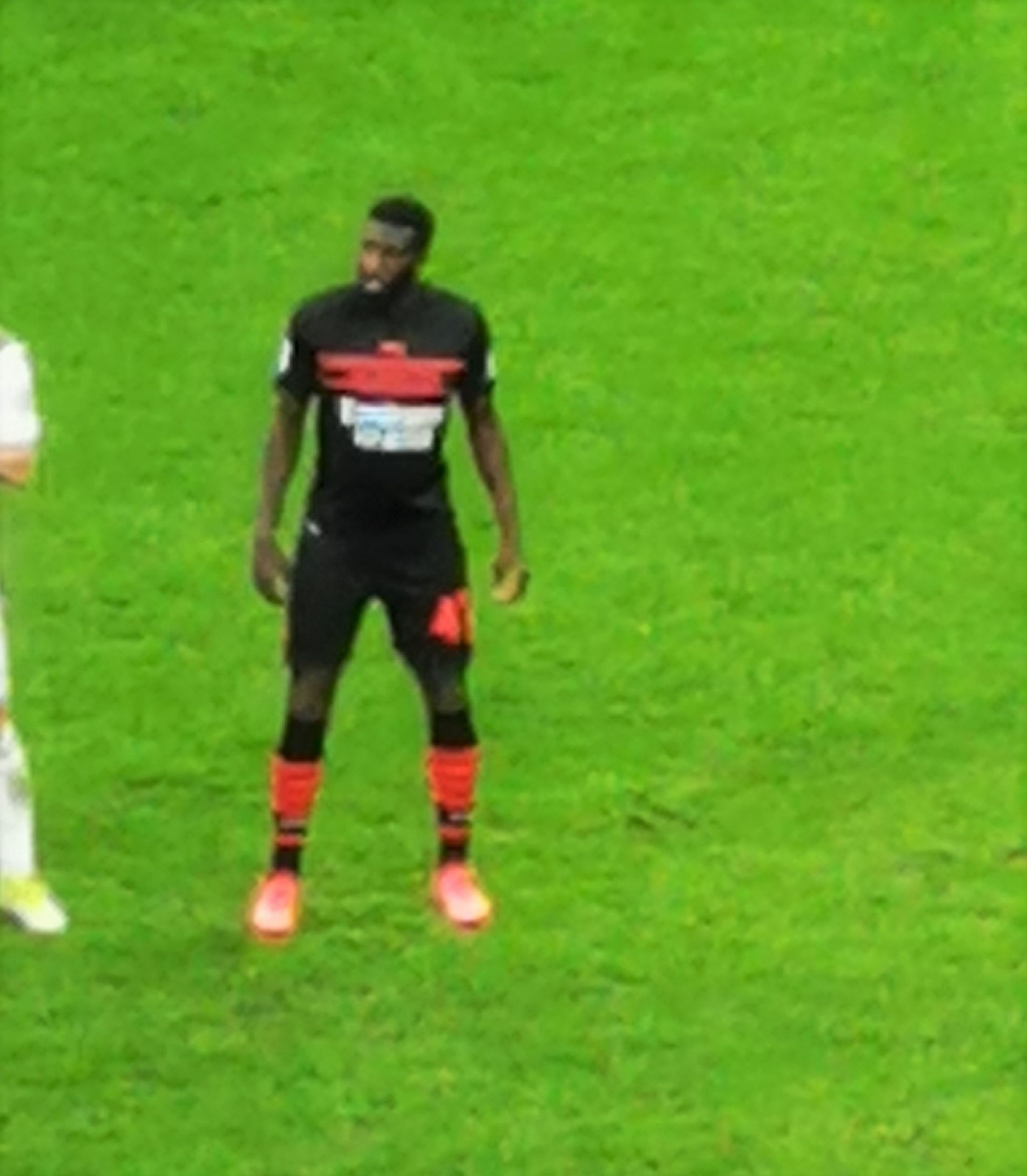
Bakayoko nel Milan durante una partita col Torino nel 2021

Il 30 agosto 2021 fa ritorno al Milan in prestito biennale con diritto di riscatto, rimanendo quindi in Serie A. Durante il primo anno della sua seconda avventura in rossonero trova poco spazio, anche a causa della concorrenza nel reparto di centrocampo, ma può fregiarsi della vittoria del campionato.
Nella stagione successiva, Bakayoko non rientra nei piani del tecnico Stefano Pioli e debutta solamente il 18 febbraio, nella sfida vinta 1-0 contro il Monza. Al termine dell'annata, il centrocampista fa ritorno ancora una volta al Chelsea, che nel giugno 2023 ne annuncia l'addio alla scadenza naturale del proprio contratto.

#### Lorient e PAOK
Rimasto svincolato, il 31 agosto 2023 firma un contratto di due anni con il Lorient. Fa il suo esordio con i francesi l'8 ottobre successivo, subentrando nel secondo tempo nella sfida contro il Lione (3-3).
Il 31 agosto 2024 viene acquistato dal PAOK.

### Nazionale
Tiémoué Bakayoko, in diverse occasioni, è stato selezionato dall'Under francese, senza rispondere alle chiamate della Federcalcio ivoriana. Nel maggio del 2010, viene convocato dalla Nazionale U16. Anche se non è selezionato per il Euro U17 2011, un anno dopo, è stato convocato per disputare la Coppa del Mondo U17 2011, arrivando fino ai quarti contro il Messico U17 (persa 2-1), senza però entrare in campo. La sua prima partita nel mondiale U17 è stata nella vittoria per 3-0 contro l'Argentina U17. Sempre nello stesso anno, viene selezionato per due partite con l'Under-18. Alla fine di febbraio del 2014, Bakayoko è ritornato nelle file delle selezioni dell'Under francese, chiamato dalla Francia U20 per disputare tre partite. Il 4 marzo 2014 è stato convocato dalla Nazionale U21 per la partita vinta 1-0 al MMArena contro la Bielorussia U21, rimanendo per tutta la partita in panchina. Qualche settimana più tardi, è stato convocato per disputare il Torneo di Tolone, nel quale gioca 3 partite su 5 disputate, incluso lo spareggio per il primo posto contro il Brasile U20, giocata da titolare. L'esordio con la Nazionale U21 arriva il 13 novembre 2014 contro l'Italia, pareggiato 1-1.
Nel marzo 2017 viene convocato per la prima volta in nazionale maggiore dal commissario tecnico Didier Deschamps, sostituendo l'infortunato Pogba per la sfida contro il Lussemburgo valida per le qualificazioni al Mondiale 2018) e l'amichevole contro la Spagna, rispettivamente del 25 e 28 marzo. Debutta il 28 marzo, contro la Spagna, entrando al 46º al posto di Adrien Rabiot.

## Statistiche

### Presenze e reti nei club
Statistiche aggiornate al 12 marzo 2025.
| Stagione        | Squadra         | Campionato      | Campionato | Campionato | Coppe nazionali | Coppe nazionali | Coppe nazionali | Coppe continentali | Coppe continentali | Coppe continentali | Altre coppe | Altre coppe | Altre coppe | Totale | Totale |
| Stagione        | Squadra         | Comp            | Pres       | Reti       | Comp            | Pres            | Reti            | Comp               | Pres               | Reti               | Comp        | Pres        | Reti        | Pres   | Reti   |
| --------------- | --------------- | --------------- | ---------- | ---------- | --------------- | --------------- | --------------- | ------------------ | ------------------ | ------------------ | ----------- | ----------- | ----------- | ------ | ------ |
| 2012-2013       | Rennes 2        | CFA2            | 15         | 0          | -               | -               | -               | -                  | -                  | -                  | -           | -           | -           | 15     | 0      |
| 2013-2014       | Rennes          | L1              | 24         | 1          | CF+CdL          | 3+1             | 0               | -                  | -                  | -                  | -           | -           | -           | 28     | 1      |
| 2014-2015       | Monaco          | L1              | 12         | 0          | CF+CdL          | 1+2             | 0               | UCL                | 3                  | 0                  | -           | -           | -           | 18     | 0      |
| 2015-2016       | Monaco          | L1              | 19         | 1          | CF+CdL          | 2+1             | 1+0             | UEL                | 1                  | 0                  | -           | -           | -           | 23     | 2      |
| 2016-2017       | Monaco          | L1              | 32         | 2          | CF+CdL          | 1+4             | 0               | UCL                | 14                 | 1                  | -           | -           | -           | 51     | 3      |
| 2017-2018       | Chelsea         | PL              | 29         | 2          | FACup+CdL       | 5+4             | 0               | UCL                | 5                  | 1                  | CS          | 0           | 0           | 43     | 3      |
| 2018-2019       | Milan           | A               | 31         | 1          | CI              | 4               | 0               | UEL                | 6                  | 0                  | SI          | 1           | 0           | 42     | 1      |
| 2019-2020       | Monaco          | L1              | 20         | 1          | CF+CdL          | 2+1             | 0               | -                  | -                  | -                  | -           | -           | -           | 23     | 1      |
| Totale Monaco   | Totale Monaco   | Totale Monaco   | 83         | 4          |                 | 14              | 1               |                    | 18                 | 1                  |             | -           | -           | 115    | 6      |
| 2020-2021       | Napoli          | A               | 32         | 2          | CI              | 4               | 0               | UEL                | 7                  | 0                  | SI          | 1           | 0           | 44     | 2      |
| 2021-2022       | Milan           | A               | 14         | 0          | CI              | 1               | 0               | UCL                | 3                  | 0                  | -           | -           | -           | 18     | 0      |
| 2022-2023       | Milan           | A               | 3          | 0          | CI              | 0               | 0               | UCL                | -                  | -                  | SI          | 0           | 0           | 3      | 0      |
| Totale Milan    | Totale Milan    | Totale Milan    | 48         | 1          |                 | 5               | 0               |                    | 9                  | 0                  |             | 1           | 0           | 63     | 1      |
| 2023-2024       | Lorient         | L1              | 20         | 2          | CF              | 1               | 0               | -                  | -                  | -                  | -           | -           | -           | 21     | 2      |
| 2024-2025       | PAOK            | SLE             | 4          | 0          | CG              | 1               | 0               | UEL                | 4                  | 0                  | -           | -           | -           | 9      | 0      |
| Totale carriera | Totale carriera | Totale carriera | 255        | 12         |                 | 38              | 1               |                    | 43                 | 2                  |             | 2           | 0           | 338    | 15     |

### Cronologia presenze e reti in nazionale
| Cronologia completa delle presenze e delle reti in nazionale ― Francia | Cronologia completa delle presenze e delle reti in nazionale ― Francia | Cronologia completa delle presenze e delle reti in nazionale ― Francia | Cronologia completa delle presenze e delle reti in nazionale ― Francia | Cronologia completa delle presenze e delle reti in nazionale ― Francia | Cronologia completa delle presenze e delle reti in nazionale ― Francia | Cronologia completa delle presenze e delle reti in nazionale ― Francia | Cronologia completa delle presenze e delle reti in nazionale ― Francia |
| Data                                                                   | Città                                                                  | In casa                                                                | Risultato                                                              | Ospiti                                                                 | Competizione                                                           | Reti                                                                   | Note                                                                   |
| ---------------------------------------------------------------------- | ---------------------------------------------------------------------- | ---------------------------------------------------------------------- | ---------------------------------------------------------------------- | ---------------------------------------------------------------------- | ---------------------------------------------------------------------- | ---------------------------------------------------------------------- | ---------------------------------------------------------------------- |
| 28-3-2017                                                              | Saint-Denis                                                            | Francia                                                                | 0 – 2                                                                  | Spagna                                                                 | Amichevole                                                             | -                                                                      | 46’                                                                    |
| Totale                                                                 |                                                                        | Presenze                                                               | 1                                                                      |                                                                        | Reti                                                                   | 0                                                                      |                                                                        |

| Cronologia completa delle presenze e delle reti in nazionale ― Francia under 21 | Cronologia completa delle presenze e delle reti in nazionale ― Francia under 21 | Cronologia completa delle presenze e delle reti in nazionale ― Francia under 21 | Cronologia completa delle presenze e delle reti in nazionale ― Francia under 21 | Cronologia completa delle presenze e delle reti in nazionale ― Francia under 21 | Cronologia completa delle presenze e delle reti in nazionale ― Francia under 21 | Cronologia completa delle presenze e delle reti in nazionale ― Francia under 21 | Cronologia completa delle presenze e delle reti in nazionale ― Francia under 21 |
| Data                                                                            | Città                                                                           | In casa                                                                         | Risultato                                                                       | Ospiti                                                                          | Competizione                                                                    | Reti                                                                            | Note                                                                            |
| ------------------------------------------------------------------------------- | ------------------------------------------------------------------------------- | ------------------------------------------------------------------------------- | ------------------------------------------------------------------------------- | ------------------------------------------------------------------------------- | ------------------------------------------------------------------------------- | ------------------------------------------------------------------------------- | ------------------------------------------------------------------------------- |
| 13-11-2014                                                                      | La Spezia                                                                       | Italia under 20                                                                 | 1 – 1                                                                           | Francia under 21                                                                | Amichevole                                                                      | -                                                                               |                                                                                 |
| 17-11-2014                                                                      | Brest                                                                           | Francia under 21                                                                | 3 – 2                                                                           | Inghilterra under 21                                                            | Amichevole                                                                      | -                                                                               | 64’                                                                             |
| 11-6-2015                                                                       | Gueugnon                                                                        | Francia under 21                                                                | 1 – 1                                                                           | Corea del Sud under 21                                                          | Amichevole                                                                      | -                                                                               |                                                                                 |
| 16-6-2015                                                                       | Besançon                                                                        | Francia under 21                                                                | 2 – 1                                                                           | Paraguay under 21                                                               | Amichevole                                                                      | -                                                                               |                                                                                 |
| 5-9-2015                                                                        | Kópavogur                                                                       | Islanda under 21                                                                | 3 – 2                                                                           | Francia under 21                                                                | Qual. Europeo Under-21 2017                                                     | -                                                                               |                                                                                 |
| 8-9-2015                                                                        | Le Mans                                                                         | Francia under 21                                                                | 2 – 1                                                                           | Brasile under 21                                                                | Amichevole                                                                      | -                                                                               |                                                                                 |
| 10-10-2015                                                                      | Aberdeen                                                                        | Scozia under 21                                                                 | 1 – 2                                                                           | Francia under 21                                                                | Qual. Europeo Under-21 2017                                                     | -                                                                               | 8’                                                                              |
| 28-3-2016                                                                       | Le Mans                                                                         | Francia under 21                                                                | 1 – 1                                                                           | Macedonia under 21                                                              | Qual. Europeo Under-21 2017                                                     | -                                                                               |                                                                                 |
| 2-6-2016                                                                        | Venezia                                                                         | Italia under 21                                                                 | 0 – 1                                                                           | Francia under 21                                                                | Amichevole                                                                      | -                                                                               |                                                                                 |
| 2-9-2016                                                                        | Kiev                                                                            | Ucraina under 21                                                                | 1 – 0                                                                           | Francia under 21                                                                | Qual. Europeo Under-21 2017                                                     | -                                                                               |                                                                                 |
| 6-9-2016                                                                        | Caen                                                                            | Francia under 21                                                                | 2 – 0                                                                           | Islanda under 21                                                                | Qual. Europeo Under-21 2017                                                     | -                                                                               |                                                                                 |
| 6-10-2016                                                                       | Le Havre                                                                        | Francia under 21                                                                | 5 – 1                                                                           | Georgia under 21                                                                | Amichevole                                                                      | -                                                                               |                                                                                 |
| 11-10-2016                                                                      | Belfast                                                                         | Irlanda del Nord under 21                                                       | 0 – 3                                                                           | Francia under 21                                                                | Qual. Europeo Under-21 2017                                                     | -                                                                               |                                                                                 |
| Totale                                                                          |                                                                                 | Presenze                                                                        | 13                                                                              |                                                                                 | Reti                                                                            | 0                                                                               |                                                                                 |

## Palmarès

### Club

#### Competizioni nazionali
- Campionato francese: 1

Monaco: 2016-2017
- Coppa d'Inghilterra: 1

Chelsea: 2017-2018
- Campionato italiano: 1

Milan: 2021-2022

### Individuale
- Squadra della stagione della UEFA Champions League: 1

2016-2017